# Маккарти, Брендан
Бре́ндан Макка́рти (англ. Brendan McCarthy; род. 5 апреля 1947, Дублин) — ирландский боксёр, представитель полулёгкой и наилегчайшей весовых категорий. Выступал за сборную Ирландии по боксу в конце 1960-х — начале 1970-х годов, бронзовый призёр чемпионата Европы, победитель ирландских национальных первенств, участник летних Олимпийских игр в Мехико.

## Биография
Брендан Маккарти родился 5 апреля 1947 года в Дублине, Ирландия. Проходил подготовку в столичном клубе «Арбор-Хилл».
Первого серьёзного успеха в боксе добился в сезоне 1967 года, когда одержал победу на чемпионате Ирландии в зачёте наилегчайшей весовой категории. Попав в основной состав ирландской национальной сборной, побывал на чемпионате Европы в Риме, где на стадии четвертьфиналов был остановлен поляком Хубертом Скшипчаком, принял участие в матчевых встречах со сборными Италии и Англии.
Благодаря череде удачных выступлений удостоился права защищать честь страны на летних Олимпийских играх 1968 года в Мехико, однако уже в стартовом поединке категории до 51 кг со счётом 0:5 потерпел поражение от мексиканца Рикардо Дельгадо и сразу же выбыл из борьбы за медали.
После Олимпиады Маккарти остался в боксёрской команде Ирландии и продолжил принимать участие в крупнейших международных турнирах. Так, в 1969 году он выиграл ирландское национальное первенство в полулёгком весе и выступил на европейском первенстве в Бухаресте, где был побеждён болгарином Иваном Михайловым.
В 1970 году вновь был лучшим на чемпионате Ирландии в категории до 57 кг, поучаствовал в матчевой встрече со сборной Англии.
На чемпионате Ирландии 1971 снова одержал победу в полулёгком весе. Выиграл предолимпийский турнир в Мюнхене, успешно выступил на чемпионате Европы в Мадриде, откуда привёз награду бронзового достоинства — здесь в полуфинале уступил венгру Андрашу Ботошу.